# Dinilysia patagonica
Dinilysia · Dinilysiidae
Genre
Genre
Espèce
Dinilysia patagonica, unique représentant du genre éteint Dinilysia, est une espèce fossile de serpents de la famille des Dinilysiidae, également éteinte. Daté d'environ 85 millions d'années (fin du Crétacé), c'est le plus ancien représentant connu des serpents sans pattes.

## Anatomie
Dinilysia patagonica était d'une taille comparable à celle d'un homme. Son squelette, particulièrement bien conservé, ne comporte aucun os des membres ni des ceintures scapulaire et pelvienne. Le vestibule de son oreille interne est particulièrement gros et en forme de ballon, comme chez les serpents fouisseurs actuels.

## Éthologie
Les squelettes de Dinilysia patagonica ont été trouvés dans les grès du plateau patagonien (en Argentine), ce qui suggère un habitat terrestre,.
La forme et la taille du vestibule de Dinilysia patagonica suggèrent qu'il s'agissait d'un animal fouisseur, parce que c'est un caractère commun à la plupart des serpents et des lézards fouisseurs alors que le vestibule des autres lézards et des serpents marins est au contraire extrêmement réduit. La petite taille de sa queue va dans le même sens,.

## Publication originale
- (en) A. Smith Woodward, « On some Extinct Reptiles from Patagonia, of the Genera Miolania, Dinilysia, and Genyodectes », Proceedings of the Zoological Society of London, Londres, ZSL, vol. 70, no 2,‎ 5 mars 1901, p. 169–184 (ISSN 0370-2774, OCLC 1779524, BNF 32843178, DOI 10.1111/J.1469-7998.1901.TB08537.X).